# Benjamin Lambot
Benjamin Lambot, né le 2 mai 1987 à Etterbeek (Bruxelles) en Belgique, est un footballeur belge qui joue au poste de défenseur au Crossing Schaerbeek (nl).

## Biographie

### En club

#### Formation et débuts à l'AFC Tubize
Lambot a fait ses classes au White Star Woluwe et au RWD Molenbeek avant de rejoindre l'AFC Tubize en 2001. Il a joué ses premiers matches pour Tubize lors de la saison 2004-2005. Il évolue quatre saisons avec le club en deuxième division avant d'être promu au sein de l'élite à l'issue de la saison 2007-2008. Toutefois cette dernière marche semble trop haute pour lui et il est prêté au RE Virton en 2009.

#### Royal Antwerp FC (2009-2012)
À partir de la saison 2009-2010, il joue pour l'Antwerp, toujours en deuxième division. Il fait ses débuts avec le club anversois le 19 août contre le Standaard Wetteren et marque son premier but pour l'Antwerp un mois plus tard, le 19 septembre, face au RFC Liège. Il reste trois saisons à Anvers, au cours desquelles il devient un maillon important du milieu de terrain et dispute 87 rencontres en inscrivant 7 buts.

#### Lierse SK (2012-2014)
Son contrat arrivant à échéance au terme de la saison en cours, Lambot annonce en janvier 2012 qu'il s'engage avec le Lierse SK pour la saison suivante et rejoint ainsi la première division. S'il tire son épingle du jeu lors de sa première saison chez les Pallieters pour devenir un titulaire indiscutable, disputant 28 rencontres dont l'entièreté des play-offs, il est mis à l'écart la saison suivante par le nouvel entraîneur, Stanley Menzo. Considéré en surplus, il n'est pas invité au stage d'hiver et est averti par SMS qu'il peut se trouver un nouveau club.

#### FK Simurq Zaqatala (2014-2015)
Lambot signe alors un contrat d'un an avec une année supplémentaire en option avec un club d'Azerbaïdjan, le FK Simurq Zaqatala. Fin novembre 2014, il déclare vouloir se relancer en Belgique mais son contrat arrivant à échéance en milieu de saison, il est difficile pour lui de retrouver un employeur de manière immédiate et il décide de prolonger de six mois son aventure. Son club en proie à des difficultés financières, il sera d'ailleurs radié à l'issue de cette saison-là, Lambot n'est pas payé pendant quatre mois et il quitte le Simurq au terme de son contrat le 31 mai.

#### Cercle Bruges KSV (2015-2019)
Le défenseur bruxellois rentre alors en Belgique et signe un contrat de deux saisons avec le Cercle Bruges KSV. Il endosse le brassard de capitaine et reste quatre saisons au club avec en point d'orgue un titre de champion en 2018 et un retour au sein de l'élite pour le Cercle. Malgré cela, le contrat de Lambot n'est pas renouvelé ce qui laisse le joueur amer, surtout lorsque le club n'honore pas, selon lui, certains accords sur des avantages extralégaux lié à sa rémunération.

#### Nea Salamina Famagouste (2019-2020)
Libre de tout transfert, il s'engage fin juillet 2019 avec le club chypriote du Nea Salamina Famagouste. Si cette nouvelle aventure exotique semble lui sourire, il dispute en effet 22 rencontres pour 2 buts inscrits, soit quasiment la totalité de la saison, et une prolongation de son contrat semble se profiler, c'est sans compter sur la pandémie de Covid-19 qui apporte son grain de sable dans la machine. Contraint dès lors de quitter Chypre, le défenseur central a hâte de retrouver une nouvelle équipe, de préférence en Belgique afin de lui permettre de revenir auprès de sa famille, toutefois le mercato est très lent à cette période.

#### NorthEast United (2020-2021)
Sans club depuis l'été, Lambot s'engage alors avec le NorthEast United en Inde début octobre 2020,. Sa troisième aventure exotique lui permet ainsi de découvrir l'Indian Super League, le championnat indien, qui s'étale sur quatre mois de la mi-novembre à la mi-mars. Il porte à quelques occasions le brassard de capitaine et atteint les demi-finales des play-offs pour le titre, terminant troisième. Il dispute 21 rencontres avec les Highlanders pour deux buts inscrits et remporte 79 duels défensifs, soit le deuxième meilleur résultat du club derrière l'Australien Dylan Fox (en).

#### RFC Liège (depuis 2021)
En mai 2021, Lambot retourne en Belgique et s'engage avec le RFC Liège pour deux saisons. S'il boucle sa seconde saison avec le club liégeois avec une promotion en deuxième division, il se distingue toutefois de manière négative le 12 février 2023 lors d'un match au sommet face au Patro Eisden Maasmechelen, un concurrent direct pour le titre. À l'occasion d'une phase arrêtée, il assène un violent coup de coude en plein dans le visage de Yassin Gueroui (nl), ce qui échappe à l'arbitre. Le joueur de Maasmechelen doit être transporté à l’hôpital car il souffre d'une triple fracture de l'orbite,. Début juin 2023, Lambot confirme rester au club la saison suivante en Challenger Pro League, où le RFC Liège pourra compter sur son expérience.

## Statistiques

### En club
| Saison                | Club                     | Championnat           | Championnat | Championnat | Championnat | Coupe(s) nationale(s) | Coupe(s) nationale(s) | Coupe(s) nationale(s) | Autres compétitions | Autres compétitions | Autres compétitions | Autres compétitions | Total | Total | Total |
| Saison                | Club                     | Division              | M.          | B.          | P.d.        | M.                    | B.                    | P.d.                  | Comp.               | M.                  | B.                  | P.d.                | M.    | B.    | P.d.  |
| 2004-2005             | AFC Tubize               | Division 2            | 11          | 0           | 0           | -                     | -                     | -                     | -                   | -                   | -                   | -                   | 11    | 0     | 0     |
| 2005-2006             | AFC Tubize               | Division 2            | 10          | 1           | 0           | -                     | -                     | -                     | -                   | -                   | -                   | -                   | 10    | 1     | 0     |
| 2006-2007             | AFC Tubize               | Division 2            | 16          | 2           | 0           | 3                     | 0                     | 0                     | -                   | -                   | -                   | -                   | 19    | 2     | 0     |
| 2007-2008             | AFC Tubize               | Division 2            | 32          | 7           | 0           | 2                     | 0                     | 0                     | TF                  | 5                   | 1                   | 0                   | 39    | 8     | 0     |
| 2008-2009             | AFC Tubize               | Division 1            | 5           | 0           | 0           | 1                     | 0                     | 0                     | -                   | -                   | -                   | -                   | 6     | 0     | 0     |
| Sous-total            | Sous-total               | Sous-total            | 74          | 10          | 0           | 6                     | 0                     | 0                     | -                   | 5                   | 1                   | 0                   | 85    | 11    | 0     |
| 2008-2009             | RE Virton (prêt)         | Division 2            | 12          | 0           | 0           | -                     | -                     | -                     | TF                  | -                   | -                   | -                   | 12    | 0     | 0     |
| 2009-2010             | Royal Antwerp FC         | Division 2            | 20          | 2           | 0           | 3                     | 0                     | 0                     | -                   | -                   | -                   | -                   | 23    | 2     | 0     |
| 2010-2011             | Royal Antwerp FC         | Division 2            | 26          | 1           | 1           | 3                     | 0                     | 0                     | -                   | -                   | -                   | -                   | 29    | 1     | 1     |
| 2011-2012             | Royal Antwerp FC         | Division 2            | 33          | 4           | 0           | 2                     | 0                     | 0                     | -                   | -                   | -                   | -                   | 35    | 4     | 0     |
| Sous-total            | Sous-total               | Sous-total            | 79          | 7           | 1           | 8                     | 0                     | 0                     | -                   | -                   | -                   | -                   | 87    | 7     | 1     |
| 2012-2013             | Lierse SK                | Division 1            | 21          | 0           | 0           | 1                     | 0                     | 0                     | PO2                 | 6                   | 0                   | 1                   | 28    | 0     | 1     |
| 2013-2014             | Lierse SK                | Division 1            | 13          | 0           | 0           | 1                     | 0                     | 0                     | PO2                 | -                   | -                   | -                   | 14    | 0     | 0     |
| Sous-total            | Sous-total               | Sous-total            | 34          | 0           | 0           | 2                     | 0                     | 0                     | -                   | 6                   | 0                   | 1                   | 42    | 0     | 1     |
| 2013-2014             | FK Simurq Zaqatala       | Premyer Liqası        | 15          | 0           | 0           | -                     | -                     | -                     | -                   | -                   | -                   | -                   | 15    | 0     | 0     |
| 2014-2015             | FK Simurq Zaqatala       | Premyer Liqası        | 26          | 0           | 0           | -                     | -                     | -                     | -                   | -                   | -                   | -                   | 26    | 0     | 0     |
| Sous-total            | Sous-total               | Sous-total            | 41          | 0           | 0           | -                     | -                     | -                     | -                   | -                   | -                   | -                   | 41    | 0     | 0     |
| 2015-2016             | Cercle Bruges KSV        | Division 2            | 25          | 0           | 0           | 2                     | 0                     | 0                     | -                   | -                   | -                   | -                   | 27    | 0     | 0     |
| 2016-2017             | Cercle Bruges KSV        | Division 1B           | 9           | 0           | 0           | -                     | -                     | -                     | PO3                 | 6                   | 0                   | 0                   | 15    | 0     | 0     |
| 2017-2018             | Cercle Bruges KSV        | Division 1B           | 27          | 1           | 2           | 1                     | 0                     | 0                     | TM                  | 2                   | 0                   | 0                   | 30    | 1     | 2     |
| 2018-2019             | Cercle Bruges KSV        | Division 1A           | 13          | 1           | 0           | 1                     | 0                     | 0                     | PO2                 | 8                   | 0                   | 1                   | 22    | 1     | 1     |
| Sous-total            | Sous-total               | Sous-total            | 74          | 2           | 2           | 4                     | 0                     | 0                     | -                   | 16                  | 0                   | 1                   | 94    | 2     | 3     |
| 2019-2020             | Néa Salamína             | Cyta Championship     | 22          | 2           | 0           | 4                     | 0                     | 0                     | PO                  | 1                   | 0                   | 0                   | 27    | 2     | 0     |
| 2020-2021             | NorthEast United         | Indian Super League   | 19          | 2           | 0           | -                     | -                     | -                     | PO                  | 2                   | 0                   | 0                   | 21    | 2     | 0     |
| 2021-2022             | RFC Liège                | Nationale 1           | 26          | 4           | 0           | 2                     | 0                     | 0                     | PO                  | 6                   | 0                   | 0                   | 34    | 4     | 0     |
| 2022-2023             | RFC Liège                | Nationale 1           | 33          | 6           | 0           | 2                     | 0                     | 0                     | -                   | -                   | -                   | -                   | 35    | 6     | 0     |
| 2023-2024             | RFC Liège                | Division 1B           | 28          | 1           | 3           | 1                     | 0                     | 0                     | -                   | -                   | -                   | -                   | 29    | 1     | 3     |
| 2024-2025             | RFC Liège                | Division 1B           | 26          | 0           | 4           | 1                     | 0                     | 0                     | -                   | -                   | -                   | -                   | 27    | 0     | 4     |
| Sous-total            | Sous-total               | Sous-total            | 113         | 11          | 7           | 6                     | 0                     | 0                     | -                   | 6                   | 0                   | 0                   | 125   | 11    | 7     |
| 2025-2026             | Crossing Schaerbeek (nl) | Nationale 1           | -           | -           | -           | -                     | -                     | -                     | -                   | -                   | -                   | -                   | 0     | 0     | 0     |
| Total sur la carrière | Total sur la carrière    | Total sur la carrière | 468         | 34          | 10          | 30                    | 0                     | 0                     | -                   | 36                  | 1                   | 2                   | 534   | 35    | 12    |

## Palmarès

### En club
|  |  | AFC Tubize - Championnat de Belgique de deuxième division : - Vice-champion : 2008. |  | Cercle Bruges KSV - Championnat de Belgique de deuxième division (1) : - Champion : 2018. |  | RFC Liège - Championnat de Belgique de troisième division : - Vice-champion : 2022 et 2023. |